# Kungen med två ansikten
Kungen med två ansikten är en svensk dokumentärserie från 2023 som hade premiär på Kanal 5 och strömningstjänsten Discovery+ den 1 februari 2023. Serien är skapad av  Åsa Linderborg och består av fem delar.

## Om serier
Genom såväl intervjuer som arkivmaterial studerar Åsa Linderborg den svenska monarkin. Serien bidrar med nya, unika insikter och en fördjupad bild av kungen och monarkin i Sverige. Kung Carl XVI Gustav deltar dock inte själv i serien.

## Medverkande i urval
Åsa Linderborg